# کاترینا پاول
کاترینا پاول (انگلیسی: Katrina Powell؛ زادهٔ ۸ آوریل ۱۹۷۲) بازیکن هاکی روی چمن اهل استرالیا بود.
وی در مسابقات کشوری و بین‌المللی در مجموع برندهٔ ۷ مدال طلا، ۱ مدال نقره، ۳ مدال برنز شده‌است